# شهرستان پوردیم
شهرستان پوردیم (به بلغاری: Pordim Municipality) یک شهرستان در بلغارستان است که در استان پلون واقع شده‌است. شهرستان پوردیم ۲۵۵ کیلومتر مربع مساحت و ۷٬۱۱۴ نفر جمعیت دارد.